# Coppa Italia 2012-2013 (hockey su pista)
La Coppa Italia 2012-2013 è stata la 44ª edizione della principale coppa nazionale italiana di hockey su pista. La competizione ha avuto dal 19 ottobre al 4 dicembre 2012.
Il trofeo è stato conquistato dal Marzotto Valdagno per la seconda volta nella sua storia.

## Formula
Al torneo hanno preso parte 26 squadre: tutte le 14 formazioni iscritte al massimo campionato unitamente ai 12 club della Serie A2. Le finaliste dell'edizione 2011-2012 (Amatori Lodi e Bassano) sono state ammesse di diritto ai gironi di semifinale. Le altre 24 formazioni sono state divise in sei gironi all'italiana di quattro squadre ciascuno. Ogni girone si è svolto con partite di sola andata in sede unica, sul campo di gioco della società miglior offerente.
La prima classificata di ogni raggruppamento si è qualificata per i gironi di semifinale (due gruppi di quattro squadre ciascuno), che si sono svolti con la medesima formula. Tutti gli incontri delle prime due fasi sono stati disputati sulla durata di 40 minuti (anziché i canonici 50).
Le vincenti dei due gironi di semifinale si sono affrontate nella finale, con partite di andata e ritorno.

## Squadre partecipanti
| Serie A1 - AFP Giovinazzo - Amatori Lodi - Detentore Coppa Italia 2011-2012 - Bassano - Finalista Coppa Italia 2011-2012 - Breganze - CGC Viareggio - Follonica - Forte dei Marmi - ASD Novara - Marzotto Valdagno - Matera - Prato 1954 - Sarzana - Thiene - Trissino | Serie A2 - Amatori Modena - Amatori Vercelli - ASH Viareggio - Correggio - CRESH Eboli - GSH Molfetta - Montecchio P. - Pieve 010 - Pordenone 2004 - Roller Bassano - Roller Scandiano - Sandrigo |

## Risultati

### Prima fase

#### Girone A
Il girone A fu disputato a Breganze dal 19 al 20 ottobre 2012.
| Squadra        | Pt | G | V | N | P | GF | GS | DG |
| -------------- | -- | - | - | - | - | -- | -- | -- |
| ASD Novara     | 9  | 3 | 3 | 0 | 0 | 13 | 6  | +7 |
| Breganze       | 6  | 3 | 2 | 0 | 1 | 10 | 6  | +4 |
| Roller Bassano | 3  | 3 | 1 | 0 | 2 | 10 | 12 | -2 |
| Pieve 010      | 0  | 3 | 0 | 0 | 3 | 7  | 16 | -9 |

| Breganze 19 ottobre 2012, ore 20:00 CET | Pieve 010      | 2 – 7 | ASD Novara | PalaFerrarin\| Arbitri: \| Fabris Ferraro \| |
| Arbitri:                                | Fabris Ferraro |       |            |                                              |

| Breganze 19 ottobre 2012, ore 21:15 CET | Breganze        | 5 – 2 | Roller Bassano | PalaFerrarin\| Arbitri: \| Fermi Nicoletti \| |
| Arbitri:                                | Fermi Nicoletti |       |                |                                               |

| Breganze 20 ottobre 2012, ore 10:30 CET | ASD Novara   | 4 – 3 | Roller Bassano | PalaFerrarin\| Arbitri: \| Fabris Fermi \| |
| Arbitri:                                | Fabris Fermi |       |                |                                            |

| Breganze 20 ottobre 2012, ore 12:30 CET | Pieve 010         | 2 – 4 | Breganze | PalaFerrarin\| Arbitri: \| Ferraro Nicoletti \| |
| Arbitri:                                | Ferraro Nicoletti |       |          |                                                 |

| Breganze 20 ottobre 2012, ore 19:30 CET | Roller Bassano   | 5 – 3 | Pieve 010 | PalaFerrarin\| Arbitri: \| Fabris Nicoletti \| |
| Arbitri:                                | Fabris Nicoletti |       |           |                                                |

| Breganze 20 ottobre 2012, ore 21:00 CET | Breganze      | 1 – 2 | ASD Novara | PalaFerrarin\| Arbitri: \| Fermi Ferraro \| |
| Arbitri:                                | Fermi Ferraro |       |            |                                             |

#### Girone B
Il girone B fu disputato a Giovinazzo dal 20 al 21 ottobre 2012.
| Squadra        | Pt  | G | V | N | P | GF | GS | DG |
| -------------- | --- | - | - | - | - | -- | -- | -- |
| AFP Giovinazzo | 6   | 2 | 2 | 0 | 0 | 6  | 2  | +4 |
| Sarzana        | 3   | 2 | 1 | 0 | 1 | 6  | 6  | 0  |
| Sandrigo       | 0   | 2 | 0 | 0 | 2 | 2  | 6  | -4 |
| GSH Molfetta   | Rit | - | - | - | - | -  | -  | -  |

| Giovinazzo 20 ottobre 2012, ore 21:00 CET | AFP Giovinazzo      | 2 – 0 | Sandrigo | PalaPansini\| Arbitri: \| Andrisani Strippoli \| |
| Arbitri:                                  | Andrisani Strippoli |       |          |                                                  |

| Giovinazzo 21 ottobre 2012, ore 11:00 CET | Sandrigo          | 2 – 4 | Sarzana | PalaPansini\| Arbitri: \| Andrisani Giovine \| |
| Arbitri:                                  | Andrisani Giovine |       |         |                                                |

| Giovinazzo 21 ottobre 2012, ore 21:00 CET | AFP Giovinazzo      | 4 – 2 | Sarzana | PalaPansini\| Arbitri: \| Andrisani Strippoli \| |
| Arbitri:                                  | Andrisani Strippoli |       |         |                                                  |

#### Girone C
Il girone C fu disputato a Follonica dal 20 al 21 ottobre 2012.
| Squadra          | Pt  | G | V | N | P | GF | GS | DG |
| ---------------- | --- | - | - | - | - | -- | -- | -- |
| Follonica        | 3   | 2 | 1 | 0 | 1 | 6  | 4  | +2 |
| Trissino         | 3   | 2 | 1 | 0 | 1 | 7  | 7  | 0  |
| SPV Viareggio    | 3   | 2 | 1 | 0 | 1 | 5  | 7  | -2 |
| Amatori Vercelli | Rit | - | - | - | - | -  | -  | -  |

| Follonica 20 ottobre 2012, ore 20:45 CET | Follonica                              | 4 – 0 | SPV Viareggio | Pista Armeni\| Arbitri: \| Fronte (Novara) Silecchia (Giovinazzo) \| |
| Arbitri:                                 | Fronte (Novara) Silecchia (Giovinazzo) |       |               |                                                                      |

| Follonica 21 ottobre 2012, ore 15:30 CET | Trissino                               | 3 – 5 | SPV Viareggio | Pista Armeni\| Arbitri: \| Fronte (Novara) Silecchia (Giovinazzo) \| |
| Arbitri:                                 | Fronte (Novara) Silecchia (Giovinazzo) |       |               |                                                                      |

| Follonica 21 ottobre 2012, ore 19:00 CET | Follonica                | 2 – 4 | Trissino | Pista Armeni\| Arbitri: \| Carmazzi Fronte (Novara) \| |
| Arbitri:                                 | Carmazzi Fronte (Novara) |       |          |                                                        |

#### Girone D
Il girone D fu disputato a Forte dei Marmi dal 20 al 21 ottobre 2012.
| Squadra         | Pt | G | V | N | P | GF | GS | DG  |
| --------------- | -- | - | - | - | - | -- | -- | --- |
| Forte dei Marmi | 9  | 3 | 3 | 0 | 0 | 16 | 3  | +13 |
| Prato 1954      | 6  | 3 | 2 | 0 | 1 | 16 | 6  | +10 |
| Pordenone 2004  | 3  | 3 | 1 | 0 | 2 | 4  | 10 | -6  |
| Amatori Modena  | 0  | 3 | 0 | 0 | 3 | 3  | 20 | -17 |

| Forte dei Marmi 20 ottobre 2012, ore 20:00 CET | Prato 1954     | 10 – 1 | Amatori Modena | PalaForte\| Arbitri: \| Davoli Eccelsi \| |
| Arbitri:                                       | Davoli Eccelsi |        |                |                                           |

| Forte dei Marmi 20 ottobre 2012, ore 21:30 CET | Forte dei Marmi | 4 – 1 | Pordenone 2004 | PalaForte\| Arbitri: \| Molli Rotelli \| |
| Arbitri:                                       | Molli Rotelli   |       |                |                                          |

| Forte dei Marmi 21 ottobre 2012, ore 11:00 CET | Pordenone 2004 | 1 – 5 | Prato 1954 | PalaForte\| Arbitri: \| Davoli Rotelli \| |
| Arbitri:                                       | Davoli Rotelli |       |            |                                           |

| Forte dei Marmi 21 ottobre 2012, ore 12:30 CET | Forte dei Marmi | 8 – 1 | Amatori Modena | PalaForte\| Arbitri: \| Eccelsi Molli \| |
| Arbitri:                                       | Eccelsi Molli   |       |                |                                          |

| Forte dei Marmi 21 ottobre 2012, ore 17:00 CET | Pordenone 2004 | 2 – 1 | Amatori Modena | PalaForte\| Arbitri: \| Davoli Molli \| |
| Arbitri:                                       | Davoli Molli   |       |                |                                         |

| Forte dei Marmi 21 ottobre 2012, ore 20:45 CET | Forte dei Marmi | 4 – 1 | Prato 1954 | PalaForte\| Arbitri: \| Eccelsi Rotelli \| |
| Arbitri:                                       | Eccelsi Rotelli |       |            |                                            |

#### Girone E
Il girone E fu disputato a Viareggio dal 20 al 21 ottobre 2012.
| Squadra       | Pt  | G | V | N | P | GF | GS | DG  |
| ------------- | --- | - | - | - | - | -- | -- | --- |
| CGC Viareggio | 6   | 2 | 2 | 0 | 0 | 16 | 5  | +11 |
| Correggio     | 3   | 2 | 1 | 0 | 1 | 14 | 7  | +7  |
| CRESH Eboli   | 0   | 2 | 0 | 0 | 2 | 2  | 20 | -18 |
| Matera        | Rit | - | - | - | - | -  | -  | -   |

| Viareggio 20 ottobre 2012, ore 21:30 CET | CGC Viareggio      | 9 – 2 | CRESH Eboli | PalaBarsacchi\| Arbitri: \| Galoppi Tartarelli \| |
| Arbitri:                                 | Galoppi Tartarelli |       |             |                                                   |

| Viareggio 21 ottobre 2012, ore 15:00 CET | CRESH Eboli        | 0 – 11 | Correggio | PalaBarsacchi\| Arbitri: \| Minnone Tartarelli \| |
| Arbitri:                                 | Minnone Tartarelli |        |           |                                                   |

| Viareggio 21 ottobre 2012, ore 20:30 CET | CGC Viareggio      | 7 – 3 | Correggio | PalaBarsacchi\| Arbitri: \| Galoppi Tartarelli \| |
| Arbitri:                                 | Galoppi Tartarelli |       |           |                                                   |

#### Girone F
Il girone F fu disputato a Valdagno dal 19 al 20 ottobre 2012.
| Squadra           | Pt | G | V | N | P | GF | GS | DG  |
| ----------------- | -- | - | - | - | - | -- | -- | --- |
| Marzotto Valdagno | 9  | 3 | 3 | 0 | 0 | 19 | 6  | +13 |
| Thiene            | 6  | 3 | 2 | 0 | 1 | 9  | 10 | -1  |
| Montecchio P.     | 3  | 3 | 1 | 0 | 2 | 13 | 14 | -1  |
| Roller Scandiano  | 0  | 3 | 0 | 0 | 3 | 7  | 18 | -11 |

| Valdagno 19 ottobre 2012, ore 19:30 CET | Montecchio P.         | 9 – 3 | Roller Scandiano | PalaLido\| Arbitri: \| Brambilla Di Domenico \| |
| Arbitri:                                | Brambilla Di Domenico |       |                  |                                                 |

| Valdagno 19 ottobre 2012, ore 21:00 CET | Marzotto Valdagno | 6 – 2 | Thiene | PalaLido\| Arbitri: \| Corponi Ramina \| |
| Arbitri:                                | Corponi Ramina    |       |        |                                          |

| Valdagno 20 ottobre 2012, ore 14:30 CET | Montecchio P.         | 1 – 3 | Thiene | PalaLido\| Arbitri: \| Brambilla Di Domenico \| |
| Arbitri:                                | Brambilla Di Domenico |       |        |                                                 |

| Valdagno 20 ottobre 2012, ore 16:00 CET | Roller Scandiano | 1 – 5 | Marzotto Valdagno | PalaLido\| Arbitri: \| Corponi Juorio \| |
| Arbitri:                                | Corponi Juorio   |       |                   |                                          |

| Valdagno 20 ottobre 2012, ore 19:30 CET | Thiene            | 4 – 3 | Roller Scandiano | PalaLido\| Arbitri: \| Brambilla Corponi \| |
| Arbitri:                                | Brambilla Corponi |       |                  |                                             |

| Valdagno 20 ottobre 2012, ore 21:00 CET | Marzotto Valdagno  | 8 – 3 | Roller Scandiano | PalaLido\| Arbitri: \| Di Domenico Juorio \| |
| Arbitri:                                | Di Domenico Juorio |       |                  |                                              |

### Seconda fase

#### Girone A
Il girone A fu disputato a Viareggio dal 27 al 28 ottobre 2012.
| Squadra       | Pt | G | V | N | P | GF | GS | DG |
| ------------- | -- | - | - | - | - | -- | -- | -- |
| CGC Viareggio | 6  | 3 | 2 | 0 | 1 | 10 | 6  | +4 |
| ASD Novara    | 5  | 3 | 1 | 2 | 0 | 7  | 6  | +1 |
| Amatori Lodi  | 4  | 3 | 1 | 1 | 1 | 9  | 7  | +2 |
| Follonica     | 1  | 3 | 0 | 1 | 2 | 5  | 12 | -7 |

| Viareggio 27 ottobre 2012, ore 19:00 CET | ASD Novara            | 2 – 2 | Follonica | PalaBarsacchi\| Arbitri: \| Barbarisi Di Domenico \| |
| Arbitri:                                 | Barbarisi Di Domenico |       |           |                                                      |

| Viareggio 27 ottobre 2012, ore 21:00 CET | CGC Viareggio | 3 – 2 | Amatori Lodi | PalaBarsacchi\| Arbitri: \| Fermi Eccelsi \| |
| Arbitri:                                 | Fermi Eccelsi |       |              |                                              |

| Viareggio 28 ottobre 2012, ore 10:00 CET | Follonica            | 3 – 6 | Amatori Lodi | PalaBarsacchi\| Arbitri: \| Barbarisi Bonuccelli \| |
| Arbitri:                                 | Barbarisi Bonuccelli |       |              |                                                     |

| Viareggio 28 ottobre 2012, ore 11:30 CET | ASD Novara        | 4 – 3 | CGC Viareggio | PalaBarsacchi\| Arbitri: \| Di Domenico Fermi \| |
| Arbitri:                                 | Di Domenico Fermi |       |               |                                                  |

| Viareggio 28 ottobre 2012, ore 19:00 CET | Amatori Lodi           | 1 – 1 | ASD Novara | PalaBarsacchi\| Arbitri: \| Bonuccelli Di Domenico \| |
| Arbitri:                                 | Bonuccelli Di Domenico |       |            |                                                       |

| Viareggio 28 ottobre 2012, ore 21:00 CET | CGC Viareggio   | 4 – 0 | Follonica | PalaBarsacchi\| Arbitri: \| Barbarisi Fermi \| |
| Arbitri:                                 | Barbarisi Fermi |       |           |                                                |

#### Girone B
Il girone B fu disputato a Valdagno dal 26 al 28 ottobre 2012.
| Squadra           | Pt | G | V | N | P | GF | GS | DG |
| ----------------- | -- | - | - | - | - | -- | -- | -- |
| Marzotto Valdagno | 9  | 3 | 3 | 0 | 0 | 11 | 6  | +5 |
| Bassano           | 6  | 3 | 2 | 0 | 1 | 8  | 6  | +2 |
| Forte dei Marmi   | 1  | 3 | 0 | 1 | 2 | 10 | 12 | -2 |
| AFP Giovinazzo    | 1  | 3 | 0 | 1 | 2 | 5  | 10 | -5 |

| Valdagno 26 ottobre 2012, ore 19:30 CET | Bassano         | 4 – 3 | Forte dei Marmi | PalaLido\| Arbitri: \| Carmazzi Fronte \| |
| Arbitri:                                | Carmazzi Fronte |       |                 |                                           |

| Valdagno 26 ottobre 2012, ore 21:00 CET | Marzotto Valdagno | 3 – 2 | AFP Giovinazzo | PalaLido\| Arbitri: \| Da Prato Ferraro \| |
| Arbitri:                                | Da Prato Ferraro  |       |                |                                            |

| Valdagno 27 ottobre 2012, ore 19:30 CET | Bassano         | 4 – 0 | AFP Giovinazzo | PalaLido\| Arbitri: \| Da Prato Fronte \| |
| Arbitri:                                | Da Prato Fronte |       |                |                                           |

| Valdagno 27 ottobre 2012, ore 21:00 CET | Marzotto Valdagno | 5 – 4 | Forte dei Marmi | PalaLido\| Arbitri: \| Carmazzi Ferraro \| |
| Arbitri:                                | Carmazzi Ferraro  |       |                 |                                            |

| Valdagno 28 ottobre 2012, ore 16:00 CET | Forte dei Marmi  | 3 – 3 | AFP Giovinazzo | PalaLido\| Arbitri: \| Fronte Nicoletti \| |
| Arbitri:                                | Fronte Nicoletti |       |                |                                            |

| Valdagno 28 ottobre 2012, ore 18:00 CET | Marzotto Valdagno | 3 – 0 | Bassano | PalaLido\| Arbitri: \| Carmazzi Da Prato \| |
| Arbitri:                                | Carmazzi Da Prato |       |         |                                             |

### Finale
| Arbitri: | Barbarisi (Salerno) Fermi (Piacenza) |

| |            | |
| M. Bertolucci 4'21" D. Motaran 36'10" A. Orlandi 37'40" P. García 38'19"                                      | Marcatori  | 21'19" M. Cocco 29'46" 43'05" C. Nicolía 41'13" D. Nicoletti 45'01" P. Gil Gómez                                          |
| L. Barozzi P A. Bertolucci E M. Bertolucci E E. Cinquini E S. Fortuna E P. García E D. Motaran E A. Orlandi E | Formazioni | E A. Bicego E M. Cocco E P. Gil Gómez P R. Gnata E D. Nicoletti E C. Nicolía E D. Piroli E E. Randon E D. Rigo E S. Silva |
| Massimo Mariotti                                                                                              | Allenatori | Franco Vanzo |

| Valdagno 4 dicembre 2012, ore 21:00 CET Finale di ritorno | Marzotto Valdagno | 5 – 1 referto                                                                                                 | CGC Viareggio | PalaLido |
| \| \| \| \| \| P. Gil Gómez ? C. Nicolía ? \| Marcatori \| ? A. Bertolucci \| \| A. Bicego E M. Cocco E P. Gil Gómez E R. Gnata P D. Nicoletti E C. Nicolía E D. Piroli E E. Randon E D. Rigo E S. Silva E \| Formazioni \| P L. Barozzi E A. Bertolucci E M. Bertolucci E E. Cinquini E S. Fortuna E P. García E D. Motaran E A. Orlandi \| \| Franco Vanzo \| Allenatori \| Massimo Mariotti \| |                   | |               |          |
| |                   | |               |          |
| P. Gil Gómez ? C. Nicolía ? | Marcatori         | ? A. Bertolucci                                                                                               |               |          |
| A. Bicego E M. Cocco E P. Gil Gómez E R. Gnata P D. Nicoletti E C. Nicolía E D. Piroli E E. Randon E D. Rigo E S. Silva E | Formazioni        | P L. Barozzi E A. Bertolucci E M. Bertolucci E E. Cinquini E S. Fortuna E P. García E D. Motaran E A. Orlandi |               |          |
| Franco Vanzo | Allenatori        | Massimo Mariotti                                                                                              |               |          |